# Hoverberget
Hoverberget este o arie protejată (arie specială de conservare — SAC, sit de importanță comunitară — SCI) din Suedia întinsă pe o suprafață de 118,5 ha, integral pe uscat.

## Localizare
Centrul sitului Hoverberget este situat la coordonatele 62°49′52″N 14°26′07″E / 62.831°N 14.4353°E.

## Înființare
Situl Hoverberget a fost declarat sit de importanță comunitară în ianuarie 1997 pentru a proteja 1 specie de plante și 1 specie de animale. Situl a fost protejat și ca arie specială de conservare în martie 2011.

## Biodiversitate
Situată în ecoregiunea boreală, aria protejată conține 2 habitate naturale: Pante stâncoase silicioase cu vegetație casmofită, Taiga vestică.
La baza desemnării sitului se află mai multe specii protejate:
- plante (1): Cynodontium suecicum
- mamifere (1): râs eurasiatic (Lynx lynx)